# ل بولو
ل بولو (به فرانسوی: Le Boulou) یک کمون در فرانسه با جمعیت ۵٬۱۷۵ نفر است که در Canton of Céret واقع شده‌است.